# Султан Баязид джамия (Кичево)
Султан Баязид джамия, още Джума джамия или Чарши джамия (на македонска литературна норма: Султан Бајазид џамија, Џума Џамија), е средновековен мюсюлмански храм, намиращ се в град Кичево, Северна Македония.

## История
Джума джамия (тоест Петъчна джамия) е най-голямата в града и дава името на околната махала Джума. Времето на изграждането и не е сигурно. Възможно е да е била изградена от султан Баязид I (1389 - 1402), веднага след завладяването на Кичево в 1385 година, или от султан Баязид II (1481 – 1512). Храмът е претърпял изменения при реновирането му в 1922, 1934 и 1986 година. Традицията у местното християнско население е, че преди построяването на джамията на нейно място съществува църква Света Петка, но това не се потвърждава от археологическите проучвания, извършени при ремонта от 1986 година и при строежа на шадравана в 1989 година.

## Архитектура
Джамията е голяма петкуполна сграда. Изгледът ѝ е скромен както в интериора, така и в екстериора и като градежни материали и като декорация. Днешният вид на джамията е от 1904 година.